# Sindrome amotivazionale
La sindrome amotivazionale è un disordine psichiatrico cronico di origine iatrogena caratterizzato da una riduzione delle attività sociali nell'individuo, senso di distacco ed alienazione, apatia e mancanza di volizione, ottundimento e distacco emotivo, problemi cognitivi come difficoltà mnemoniche e deficit di attenzione.
Sebbene tale quadro sintomatologico sia condiviso da diversi disordini psichiatrici (come la schizofrenia e alcune forme depressive), la sindrome amotivazionale non deriva da patologie psichiatriche ma è causata dall'assunzione prolungata di alcune sostanze psicoattive come gli psicofarmaci (ad esempio gli antidepressivi SSRI) o sostanze d'abuso (come i derivati della cannabis). Questa condizione, descritta con precisione solo recentemente nella letteratura medica, può essere confusa con altre patologie psichiatriche e quindi trattata inadeguatamente.

## Segni e sintomi
La sindrome amotivazionale è un disordine iatrogeno che ha ricevuto una descrizione sistematica e condivisa in ambito scientifico solo recentemente, anche a causa della difficoltà di distinguerne i sintomi da quelli di eventuali patologie psichiatriche e ad identificare le alterazioni a livello cerebrale causate dall'utilizzo delle sostanze psicoattive. A causa di ciò non è ancora diffusamente riconosciuta dalle autorità sanitarie e quindi dai medici.
La sindrome prese inizialmente questo nome per descrivere i sintomi di perdita di volizione e apatia sperimentata da alcuni assuntori cronici di derivati della cannabis. Da allora sono stati intrapresi vari studi che hanno permesso di descrivere altri sintomi come ad esempio i deficit cognitivi (deficit della memoria a breve e lungo termine, deficit di attenzione, confusione mentale), l'appiattimento emotivo e apatia, la perdita di interesse per la sfera sociale e la propria persona (che si può manifestare come mancanza di cura di sé), la passività agli eventi e la riluttanza a prendere parte ad attività che richiedono attenzione prolungata e tenacia. Sono state inoltre identificate altre classi di sostanze psicoattive in grado di generare la sindrome, sia d'abuso che psicofarmaci come ad esempio gli antidepressivi Inibitori del Reuptake della Serotonina (SSRI).
Si sospetta che alla base della sindrome ci sia una compromissione della funzionalità della corteccia frontale (che monitora le funzioni e le abilità cognitive che ruotano attorno all'espressione emotiva, al processo decisionale, alla definizione delle priorità e all'azione mentale interna e mirata) e della neurotrasmissione dopaminergica.

### Sindrome amotivazionale e cannabis
La sindrome amotivazionale sembra essere uno dei maggiori effetti collaterali dovuti all'esposizione cronica di derivati della cannabis in quanto determina frequentemente deficit cognitivi e disfunzioni emotive non dissimili da quelle identificate in patologie psichiatriche come schizofrenia e depressione. La maggior parte degli studi è stata svolta su giovani adulti e il loro rapporto con l'ambiente scolastico dove spesso mostrano basso rendimento, incapacità a concentrarsi e svolgere i compiti assegnati, scarsa volontà a partecipare alle attività educative che possono portare a problemi comportamentali e ad entrare in conflitto con le autorità scolastiche. Un altro dominio psicologico spesso influenzato è l'autoefficacia, una forma di valutazione delle proprie capacità a cui è legata motivazione e fiducia in sé stessi.

### Sindrome amotivazionale e antidepressivi
Fin dai primi tempi, gli studi avevano dimostrato che gli antidepressivi serotoninergici come gli SSRI e gli SNRI sono in grado di determinare nella maggior parte dei pazienti trattati ottundimento emotivo, espresso come apatia e una minore capacità di provare empatia ed emozioni positive in genere, patia, scarsa motivazione e deficit di attenzione.  A causa del fatto che anche le forme depressive possono causare sintomi simili, la sindrome amotivazionale causata dagli antidepressivi è di difficile identificazione e viene spesso confusa con un sintomi della patologia psichiatrica e quindi trattata inadeguatamente. Tuttavia i pazienti sarebbero in grado di distinguere tra i deficit emozionali causati dal trattamento e quelli dovuti alla loro patologia depressiva. La sindrome amotivazionale talvolta può persistere anche dopo la sospensione dando origine alla sindrome post-SSRI.

## Trattamento
Non esiste un trattamento specifico per la sindrome amotivazionale. Dato che la causa più frequente è l’assunzione di una sostanza psicotropa, il trattamento consiste nella sospensione dell’assunzione della sostanza.